# Challenger de Helsinki 2023
El torneo HPP Open 2023 fue un torneo de tenis perteneció al ATP Challenger Tour 2023 en la categoría Challenger 125. Se trató de la 4ª edición; el torneo tuvo lugar en la ciudad de Helsinki (Finlandia), desde el 6 hasta el 12 de noviembre de 2023 sobre pista dura bajo techo.

## Jugadores participantes del cuadro de individuales
| Favorito | País                       | Jugador            | Rank1 | Posición en el torneo    |
| -------- | -------------------------- | ------------------ | ----- | ------------------------ |
| 1        | Bandera de República Checa | Tomáš Macháč       | 64    | Primera ronda, retiro    |
| 2        | Bandera de Finlandia       | Emil Ruusuvuori    | 71    | Cuartos de final, retiro |
| 3        | Bandera de Portugal        | Nuno Borges        | 110   | Segunda ronda            |
| 4        | Bandera de Francia         | Alexandre Müller   | 83    | Cuartos de final         |
| 5        | Bandera de España          | Jaume Munar        | 87    | Cuartos de final         |
| 6        | Bandera de Italia          | Flavio Cobolli     | 98    | Primera ronda            |
| 7        | Bandera de Francia         | Arthur Rinderknech | 99    | Semifinales              |
| 8        | Bandera de Alemania        | Liam Broady        | 100   | Primera ronda            |

- 1 Se ha tomado en cuenta el ranking del 30 de octubre de 2023.

### Otros participantes
Los siguientes jugadores recibieron una invitación (wild card), por lo tanto ingresan directamente al cuadro principal (WC):
- Patrick Kaukovalta
- Eero Vasa
- Mark Lajal

Los siguientes jugadores ingresan al cuadro principal tras disputar el cuadro clasificatorio (Q):
- Alibek Kachmazov
- Oleksii Krutykh
- Francesco Maestrelli
- Maximilian Neuchrist
- Dennis Novak
- Denis Yevseyev

## Campeones

### Individual Masculino
- Corentin Moutet derrotó en la final a  Sumit Nagal, 6–3, 3–6, 6–2

### Dobles Masculino
- Sriram Balaji /  Andre Begemann derrotaron en la final a  Jeevan Nedunchezhiyan /  Vijay Sundar Prashanth, 6–2, 7–5